# Stalotypa
Stalotypa är ett släkte av insekter. Stalotypa ingår i familjen hornstritar.
Kladogram enligt Catalogue of Life:
| Stalotypa | \| \| Stalotypa concinna \| \| \| \| \| \| Stalotypa fairmairii \| \| \| \| |
|           | \| \| Stalotypa concinna \| \| \| \| \| \| Stalotypa fairmairii \| \| \| \| |
|           | Stalotypa concinna                                                          |
|           |                                                                             |
|           | Stalotypa fairmairii                                                        |
|           |                                                                             |